# Vulturnus vulturnus
Vulturnus vulturnus är en insektsart som beskrevs av George Willis Kirkaldy 1906. Vulturnus vulturnus ingår i släktet Vulturnus och familjen dvärgstritar. Inga underarter finns listade i Catalogue of Life.